# Athée-sur-Cher
Athée-sur-Cher è un comune francese di 2 472 abitanti situato nel dipartimento dell'Indre e Loira nella regione del Centro-Valle della Loira.

## Società

### Evoluzione demografica
Abitanti censiti